# Droga wojewódzka 934
Die Droga wojewódzka 934 (DW934) ist eine 18 Kilometer lange Droga wojewódzka (Woiwodschaftsstraße) in der Woiwodschaft Schlesien in Polen. Die Strecke im Powiat Bieruńsko-Lędziński und der kreisfreien Stadt Mysłowice (Myslowitz) verbindet eine weitere Woiwodschaftsstraßen, zwei Landesstraßen und die Schnellstraße S1.
Die DW934 verläuft in südlicher Richtung von Mysłowice nach Bieruń (Berun).

## Streckenverlauf
Woiwodschaft Schlesien, kreisfreie Stadt Mysłowice
-  Mysłowice (DK79)
-  Unterquerung der Bahnstrecke
-  Mysłowice
- Imielin Auffahrt auf die Schnellstraße S1

Woiwodschaft Schlesien, Powiat Bieruńsko-Lędziński
-  Chełm Śląski (DW780)
-  Bieruń (DK44)